# Andrea L’Arronge
Andrea L’Arronge (* 7. April 1957 als Andrea Scheu in München) ist eine deutsche Schauspielerin und Synchronsprecherin.

## Karriere
Andrea L’Arronge, Urenkelin Adolph L’Arronges sowie Tochter des Kameramanns Dieter L’Arronge (* 1931) und der Kostümbildnerin Edda, geb. Ruthenberg (1930–2014), begann ihre Fernsehkarriere, als sie mit acht Jahren in der Serie Die fünfte Kolonne auftrat. Ihr nächstes Engagement war die Rolle der Artistentochter Biggy in der Zirkusserie Salto Mortale. Nach dem Gymnasium besuchte sie eine Sprachenschule und nahm Unterricht in Jazz-Ballett.
Es folgten Auftritte in zahlreichen Kriminalserien wie Der Kommissar, Tatort, Derrick, SOKO 5113, Die Männer vom K3, Die seltsamen Methoden des Franz Josef Wanninger sowie in den Familienserien Die Schwarzwaldklinik, Hotel Paradies, Diese Drombuschs, Das Traumschiff, Kreuzfahrt ins Glück, Nicht von schlechten Eltern, Hilfe, meine Schwester kommt!, Weißblaue Geschichten und Anwalt Abel. Von 2001 bis 2021 spielte L’Arronge die Gräfin Schönberg in der Fernsehserie SOKO Kitzbühel.
Auf der Leinwand war L’Arronge in Filmen wie Das Schlangenei (1977, Regie: Ingmar Bergman), Die Supernasen (1983, Regie: Dieter Pröttl) oder Ein Mann für jede Tonart (1992, Regie: Peter Timm) zu sehen. In den Pippi-Langstrumpf-Spielfilmen war sie die deutsche Stimme von Inger Nilsson in der Rolle der Pippi.
2004 machte L’Arronge eine Ausbildung zur zertifizierten Ayurveda-Spezialistin. Seit 2007 ist sie Unternehmerin und Eigentümerin der Naturkosmetikmarke Shanti. Anlass war eine Hauterkrankung, die auf die jahrelange Belastung durch Make-up, Puder etc. vor der Kamera zurückzuführen war.
Sie war von 1984 bis 2017 in zweiter Ehe mit dem Piloten Charly Reichenwallner verheiratet und ist Mutter einer Tochter.

## Filmografie (Auswahl)
- 1966: Die fünfte Kolonne (Fernsehserie, Folge Ein Auftrag für…)
- 1969: Pippi Langstrumpf (1969) (Spielfilm, war die deutsche Synchronstimme von Pippi Langstrumpf im Film)
- 1969–1972: Salto Mortale (Fernsehserie, 18 Folgen)
- 1973: Schulmädchen-Report. 5. Teil: Was Eltern wirklich wissen sollten
- 1975: Der Wohltäter (Fernsehfilm)
- 1975: Der Kommissar (Fernsehserie, 2 Folgen Der Mord an Doktor Winter und Eine Grenzüberschreitung)
- 1975:  Tatort – Die Abrechnung (Filmreihe)
- 1975, 1978: Derrick (Fernsehserie, 2 Folgen)
- 1976: Schaurige Geschichten (Fernsehserie, Folge Wer hat Angst vor Wetzenstein?)
- 1976: Bier und Spiele (Fernsehserie, 14 Folgen)
- 1976: Inspektion Lauenstadt (Fernsehserie, Folge Die Teppichhändler)
- 1977: Gefundenes Fressen
- 1980: Musik auf dem Lande
- 1981: Der Spot oder Fast eine Karriere (Fernsehfilm) – Regie: Rainer Erler
- 1982: Die unsterblichen Methoden des Franz Josef Wanninger (Fernsehserie, Staffel 4, Folge 7 Ein Geschenkkorb für den Chef)
- 1983: Die Supernasen
- 1983: Kommissariat 9  (Fernsehserie, Folge Der Globetrotter)
- 1985: Die Krimistunde (Fernsehserie, Folge 13 Der zweite Schuldspruch)
- 1985: Die Krimistunde (Fernsehserie, Folge 15 Am Morgen danach)
- 1985: Der Fehler des Piloten (Fernsehfilm)
- 1987: Die Krimistunde (Fernsehserie, Folge 27 Der Mann mit den zwei Gesichtern)
- 1987: Die Schwarzwaldklinik (Fernsehserie, 5 Folgen)
- 1988: Ein Fall für zwei (Fernsehserie, Folge Kurz hinter Ankara)
- 1988: Derrick (Fernsehserie, Folge Die Mordsache Druse)
- 1988–2001: Anwalt Abel (Fernsehserie, 19 Folgen)
- 1989: Die Männer vom K3 (Fernsehserie, Folge Augen zu und durch)
- 1990: Hotel Paradies (Fernsehserie, 11 Folgen)
- 1991: Ein Heim für Tiere (Fernsehserie, Folge Untreue)
- 1992: Happy Holiday (Fernsehserie, Folge Das Foto)
- 1992: Diese Drombuschs (Fernsehserie, Folge Liebe ist auch ein Recht)
- 1993: Clara (Miniserie, 2 Folgen)
- 1994: Der Neger Weiss (Fernsehfilm)
- 1994: Tatort – Bienzle und das Narrenspiel (Filmreihe)
- 1995: Ein Herz für Laura (Fernsehfilm)
- 1995: Der andere Wolanski (Fernsehfilm)
- 1995: Rosamunde Pilcher: Schlafender Tiger
- 1996: Nicht von schlechten Eltern (Fernsehserie, 13 Folgen)
- 1997: Kap der guten Hoffnung (Fernsehserie, 4 Folgen)
- 1998: Die Mädchenfalle – Der Tod kommt online (Fernsehfilm)
- 1999: Bittere Unschuld (Fernsehfilm)
- 2001: Das Doppelleben einer Mutter (Fernsehfilm)
- 2001: Sommerwind (Fernsehfilm)
- 2001–2021: SOKO Kitzbühel (Fernsehserie, 263 Folgen)
- 2002: Der Bulle von Tölz: Mörder unter sich
- 2005: Sommer mit Hausfreund (Fernsehfilm)
- 2005: Noch einmal lieben (Fernsehfilm)
- 2005: Das beste Jahr meines Lebens (Fernsehfilm)
- 2005: Ein Fall für zwei (Fernsehserie, Folge Die Macht der Liebe)
- 2006: Eine Liebe am Gardasee (Fernsehserie, 4 fFolgen)
- 2007: Hilfe, die Familie kommt (Fernsehfilm)
- 2007: Der Mann im Heuhaufen (Fernsehfilm)
- 2007: Der Ruf der Berge (Fernsehfilm)
- 2009: Inga Lindström: Wiedersehen in Eriksberg (Fernsehfilm)
- 2009: Geld.Macht.Liebe (Fernsehserie, 8 Folgen)
- 2009–2010: Tierärztin Dr. Mertens (Fernsehserie, 7 Folgen)
- 2011: Kreuzfahrt ins Glück – Hochzeitsreise nach Andalusien (Fernsehreihe)
- 2011: Und dennoch lieben wir
- 2011–2012: Der Dicke (Fernsehserie, 3 Folgen)
- 2012: Liebe, Babys und ein großes Herz – Liebe, Babys und ein Neuanfang (Fernsehserie)
- 2013: 24 Milchkühe und kein Mann (Fernsehfilm)
- 2014–2018: Der Lehrer (Fernsehserie, 13 Folgen)
- 2016: Das Traumschiff – Palau (Fernsehfilm)
- 2017: 2 Sturköpfe im Dreivierteltakt (Fernsehfilm)
- 2018: Rosamunde Pilcher – Das Vermächtnis unseres Vaters (Fernsehfilm)
- 2022: Die Chefin (Fernsehserie, Folge Ockhams Messer)